# 김원섭 (양궁 선수)
김원섭(1978년 8월 13일 ~ )은 대한민국의 양궁 선수이다. 현재 대구중구청 소속이다.